# 貢多拉區
19°05′38″S 33°39′11″E / 19.094°S 33.653°E

貢多拉區（葡萄牙語：Gondola），是莫桑比克的行政區，位於該國中西部，由馬尼卡省負責管轄，首府設於貢多拉，面積5,739平方公里，2007年人口262,412，人口密度每平方公里46人。